# Coelorinchus hexafasciatus
Coelorinchus hexafasciatus är en fiskart som beskrevs av Okamura 1982. Coelorinchus hexafasciatus ingår i släktet Coelorinchus och familjen skolästfiskar. Inga underarter finns listade i Catalogue of Life.